# Saccharomyces cerevisiae

Cykl życiowy drożdży
1. Pączkowanie
2. Koniugacja
3. Worek

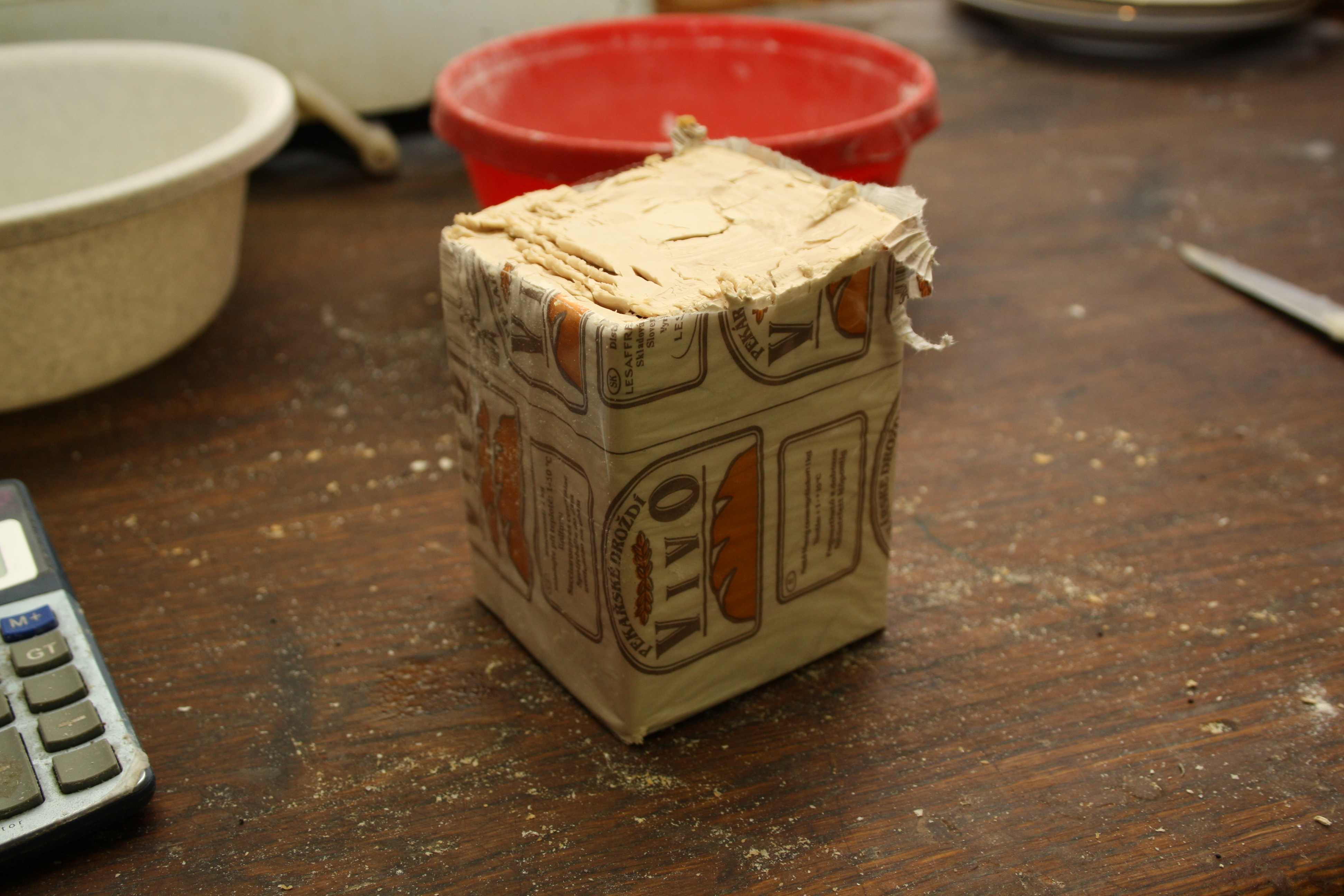
Drożdże piekarnicze

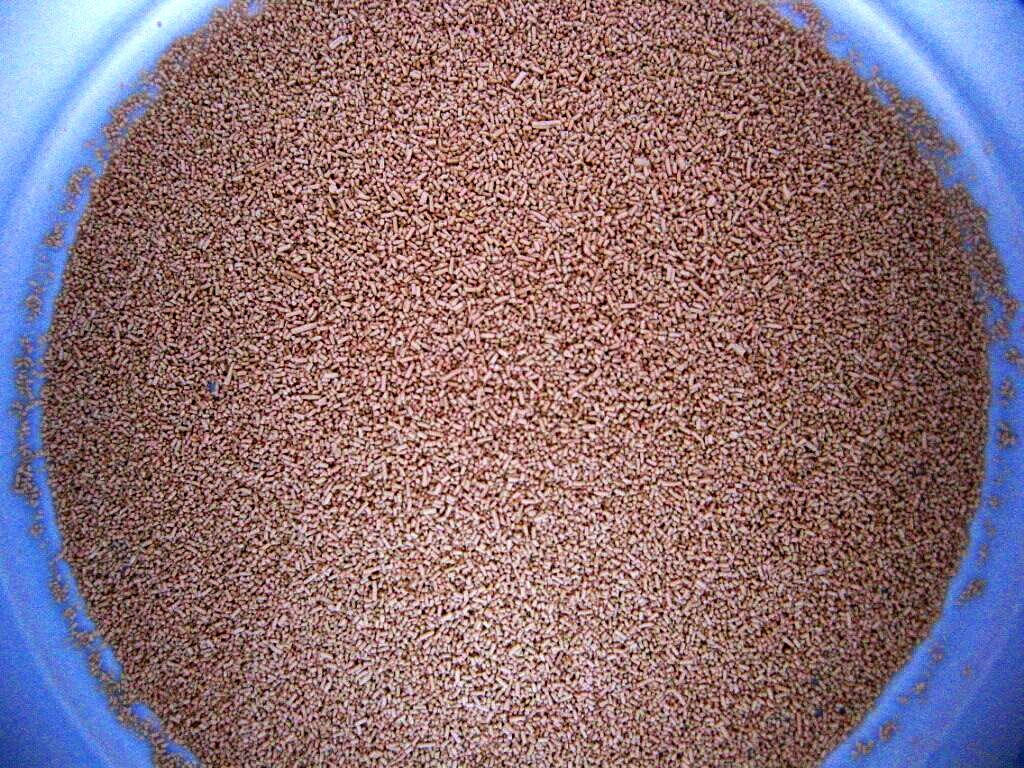
Wysuszone drożdże spożywcze

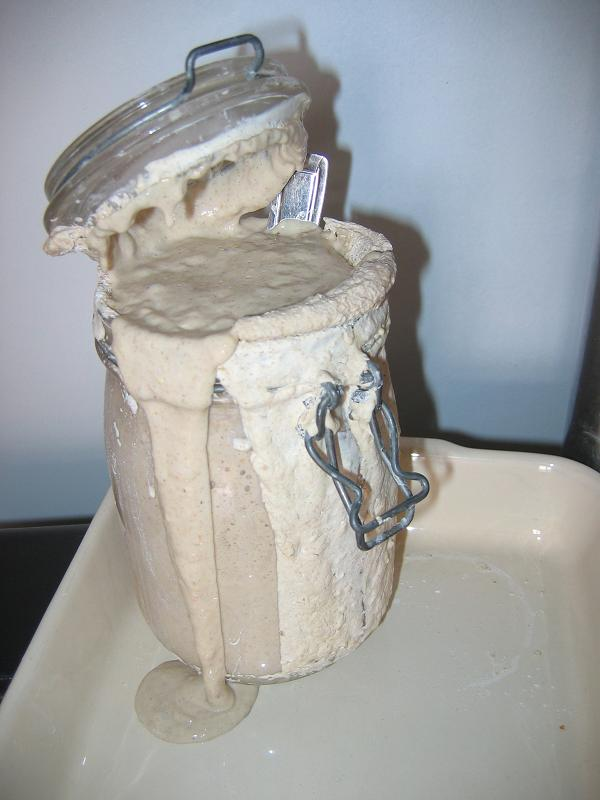
„Kipiący” z naczynia drożdżowy zakwas chlebowy

Saccharomyces cerevisiae Meyen ex E.C. Hansen – gatunek jednokomórkowych grzybów. Należą do grupy grzybów zwanej drożdżami, a ich poszczególne szczepy (drożdże piekarskie, drożdże piwowarskie i inne) znajdują zastosowanie w różnych dziedzinach spożywczych i posiadają ogromne znaczenie dla człowieka, który wykorzystywał je już w starożytności w piekarnictwie, browarnictwie czy później w gorzelnictwie. Drożdże te odpowiedzialne są za fermentację alkoholową.

## Systematyka i nazewnictwo
Pozycja w klasyfikacji według Index Fungorum: Saccharomyces, Saccharomycetaceae, Saccharomycetales, Saccharomycetidae, Saccharomycetes, Saccharomycotina, Ascomycota, Fungi.
Po raz pierwszy opisał je w 1827 r. Jean Baptiste Henri Joseph Desmazières, nadając im nazwę Mycoderma cerevisiae. Później otrzymały jeszcze około 120 innych nazw (synonimów). Obecną nazwę nadał im Franz Juliusz Ferdinard Meyer w 1883 r. Nazwa Saccharomyces to zlatynizowana wersja greckich słów oznaczających cukrowe grzyby lub cukrową pleśń (gr. sakharon, σάκχαρον + mýkitas, μύκητας). Epitet gatunkowy cerevisiae pochodzi z łaciny i znaczy piwne. W Polsce nazywane są drożdżami piekarskimi lub browarniczym, nazwy te są związane z najpopularniejszymi sposobami ich zastosowania.

## Morfologia i rozwój
S. cerevisiae jest rozprzestrzeniony na całym świecie. Dzikie szczepy występują w postaci matowego nalotu na powierzchni dojrzałych owoców, są także w przewodzie pokarmowym oraz na powierzchniach ciała owadów i zwierząt stałocieplnych, w glebie, a nawet w środowiskach wodnych. Istnieją również szczepy laboratoryjne.
W laboratorium drożdże S. cerevisiae najlepiej rozwijają się w środowisku obojętnym lub o lekko kwaśnym odczynie, w warunkach tlenowych, z odpowiednią podażą składników odżywczych, a optymalna temperatura ich rozwoju wynosi 28–30 °C. Zwykle szczepy osiągają maksymalna gęstość 2 × 108 komórek/ml na podłożu YPD. Po 2–3 dniach powstają płaskie, gładkie, wilgotne, błyszczące lub matowe kremowe kolonie.
Komórki S. cerevisiae są kuliste, żółtozielone o średnicy około 5 do 10 mikrometrów. Zawierają jedną lub więcej wakuole przechowujących enzymy i aminokwasy potrzebne do synteza białek w metabolizmie drożdży oraz gromadzące produkty metabolizmu. Dwuwarstwowa, lipidowa błona komórkowa zawiera głównie ergosterol.
Występują w dwóch formach, w których mogą rosnąć i rozwijać się: haploidalna i diploidalna. Haploidy drożdżowe rozmnażają się w prostym cyklu wzrostu i następującej po nim mitozy, której efektem są potomne komórki o takim samym genotypie. Rozmnażanie drożdży na tej drodze nazywa się pączkowaniem. W przypadku stresu (na przykład braku pożywienia) haploidy obumierają. Diploidy także mogą rozmnażać się przez pączkowanie, jednak w warunkach stresu mogą wejść na szlak sporulacji, produkując po podziałach mejotycznych haploidalne spory. Spory po rozwinięciu w dorosły organizm mogą kojarzyć się w pary (koniugować), odtwarzając diploida.

## Genom
S. cerevisiae był pierwszym organizmem eukariotycznym, dla którego poznano kompletną sekwencję genomu (Yeast Genome Project). Powstała wskutek tego projektu baza danych jest narzędziem wielu dziedzin nauki, służącym do rozwijania wiedzy o mechanizmach i organizacji komórek eukariotycznych. Podobną bazą danych jest baza Munich Information Center for Protein Sequences, także będąca pokłosiem YGP.
Genom drożdży znajduje się na 16 chromosomach i zawiera 12,05 miliona par zasad i 6183 genów. Zawartość par glutamina-cytozyna (GC) stanowi około 38,3%, a liczba genów kodujących białka wynosi około 6000. Funkcja niektórych z nich nie jest jeszcze znana i jest przedmiotem licznych badań. Są 274 geny kodujące tRNA, a geny rRNA występują w 150 tandemowych powtórzeniach na chromosomie nr 12. Genom mitochondrialny jest kolisty, ma wielkość 85 779 par zasad, zawiera 17,1% par GC i są w nim dość liczne introny. Genom drożdży jest bardzo zwarty, gdyż geny stanowią 72% genomu. Około 4% genomu składa się z intronów. Wśród genów kodujących białka 11% steruje metabolizmem, 3% produkcją i magazynowaniem energii, 3% replikacją DNA, 7% transkrypcją, 6% translacją. W transporcie wewnątrzkomórkowym bierze udział prawie 430 białek, a 250 białka pełnią role strukturalne.

## Fizjologia
S. cerevisiae jest saprotrofem wykorzystującym związki organiczne jako źródło energii, światło słoneczne nie jest mu potrzebne. Jako źródło energii wykorzystuje różne węglowodany. Preferuje heksozy, takie jak glukoza i fruktoza. Jest też fakultatywnym anaerobem, tzn. może rozwijać się zarówno w środowisku tlenowym, jak i beztlenowym, wykorzystując różne cykle metaboliczne. W obecności tlenu zachodzi fosforylacja, podczas której glukoza przekształca się w dwutlenek węgla, wodę i energię. W warunkach beztlenowych rozwój jest mało wydajny, ponieważ pozyskiwana jest energia wyłącznie w cyklu glikolizowym, a cukry są przekształcane w pośrednie produkty uboczne, takie jak etanol, glicerol i dwutlenek węgla. Wytwarzany w tym cyklu etanol jest wydzielany do środowiska, a częściowo przetwarzany na inne uboczne produkty, takie jak glicerol, kwas octowy, dwutlenek siarki i estry. Niezbędne do życia pierwiastki, N, P, S, Fe, Cu, Zn i Mn pobierane są ze środowiska. Procesy oddychania i fermentacji regulowane są głównie przez czynniki środowiskowe – stężenie glukozy i tlenu.

## Znaczenie i zastosowania
Nauka
S. cerevisiae to jeden z najbardziej wykorzystywanych w nauce organizmów. Są wygodnym materiałem do badań, ponieważ ich hodowla nie jest skomplikowana, mają niskie wymagania, a przy tym szybki wzrost. Są organizmem modelowym powszechnie wykorzystywanym w badaniach, w biologii molekularnej i komórki, komórek eukariotycznych Znaczenie drożdży w nauce wzięło swój początek z ich szerokiego zastosowania w przemyśle. Ponadto drożdże cechuje dość prosta budowa, ale jednocześnie bardzo podobna do komórek ludzkich. Tak jak te ostatnie, komórki drożdży są eukariotyczne. Wiele białek ludzkich zostało odkrytych poprzez wcześniejsze badania ich homologów drożdżowych.
Własności odżywcze
Saccharomyces cerevisiae są głównym składnikiem drożdży spożywczych. Zawierają witaminy z grupy B (oprócz witaminy B12, która jest do drożdży spożywczych dodawana), dzięki czemu są atrakcyjnym suplementem diety dla wegetarian i wegan. Drożdże spożywcze mają naturalnie niską zawartość tłuszczu i sodu oraz są źródłem białka i witamin, a także innych minerałów niezbędnych do wzrostu. Przeciętnie, dwie łyżki produktu zawierają 60 kalorii, w tym: 5 g węglowodanów (w tym 4 g błonnika pokarmowego), 9 g białka, które jest białkiem pełnowartościowym zawierającym wszystkie dziewięć aminokwasów, których ludzkie ciało nie jest w stanie wytworzyć samodzielnie. Zawierają one także 5% rekomendowanego dziennego spożycia żelaza, a w wersji wzbogaconej 20% oraz 35–100% rekomendowanego dziennego spożycia witamin B1 i B2. Produkt cechuje się silnym smakiem, opisywanym jako orzechowy, serowy lub kremowy, bez goryczy
Przemysł spożywczy
W przemyśle Saccharomyces cerevisiae znane są już od czasów starożytnych. Już wtedy znalazły one zastosowanie w piekarnictwie, browarnictwie, gorzelnictwie i winiarstwie. Podczas pieczenia, na przykład chleba, wykorzystuje się je w produkcji zaczynu, gdzie ich aktywność służy do spulchniania ciasta. W browarnictwie S. cerevisiae używane są w produkcji piw fermentacji górnej (gdzie temperatura w procesie fermentacji utrzymywana jest najczęściej w zakresie od kilkunastu do dwudziestu-kilku stopni Celsjusza) – zwanych ale. Piwa fermentacji dolnej to produkt innego gatunku drożdży, najczęściej Saccharomyces carlsbergensis lub Brettanomyces sp. Ponieważ drożdże fermentacji górnej nie są w stanie przetwarzać pewnych cukrów, piwo takie jest zwykle bardziej słodkie o owocowym posmaku.
Drożdże od wieków służyły do wypieków chleba i ciast, jako składnik zaczynu. Wydzielanie dużych objętości dwutlenku węgla, towarzyszące przeprowadzanej przez nie fermentacji, spulchnia i podnosi ciasto. Drożdżówki to przykład popularnego, słodkiego ciasta, którego smak, zapach oraz konsystencja związane są z użyciem drożdży. Obecnie drożdże do pieczenia dostępne są też w formie wysuszonej lub liofilizowanej. Po zalaniu ich wodą odzyskują aktywność i nadają się jako zakwas chlebowy do ciast.
Innym spożywczym produktem pochodzenia drożdżowego jest ich ekstrakt, czyli naturalny autolizat komórek drożdżowych, bogaty w peptydy, sole mineralne, aminokwasy. Ekstrakt drożdżowy jest także przemysłowym źródłem glutaminianu sodu.
Medycyna
- Drożdże piekarskie rzadko zasiedlają ciało ludzkie. Gatunek ten może kolonizować drogi oddechowe, moczowe i przewód pokarmowy człowieka, zwłaszcza osłabionego innymi chorobami. Rzadko może to prowadzić do chorób takich jak fungemia, zapalenie wsierdzia, zapalenie płuc i zakażenie układu moczowo-płciowego lub skóry. Według danych z końca XX wieku zakażenie pochwy tym gatunkiem drożdży występowało z częstotliwością od niecałego procenta do kilku procent. Zakażeniu sprzyja wysokie stężenie glikogenu w niektórych tkankach i stanach zdrowotnych[8]. Zakażenia tego typu są znacznie rzadsze niż wywołane przez drożdże z rodzaju Candida[9]. S. cerevisiae jest uznawany za główny patogen zaburzenia zespołu fermentacji jelitowej[10].
- Znajdują zastosowanie w walce z nadwagą, wypadaniu włosów, jako lek wspomagający w leczeniu rwy kulszowej, zapalenia nerwów, chorób neurodegradacyjnych, choroby Huntingtona[11].